# سوابق مناطق غربی
سوابق مناطق غربی (انگلیسی: Records of the Western Regions)، و با ترجمه‌های مختلف دیگر و رونویسی‌های رومی‌شده، روایتی از راهب چینی بودایی، هیون تسیانگ و سفر نوزده ساله او در هنگام دودمان تانگ از چین و از طریق مناطق غربی به هند قرون وسطی و بازگشت او به چین در اواسط قرن هفتم بعد از میلاد است.
این کتاب در سال ۶۴۶ گردآوری شد و سفرهایی را که بین سال‌های ۶۲۶ و ۶۴۵ انجام شده بود توصیف کرد. بیانجی، یکی از شاگردان ژوان‌زانگ، بیش از یک سال را صرف ویرایش کتاب از طریق دیکته ژوان‌زانگ کرد. این متن گزارشی از مسیر هیون تسیانگ را با جزئیات مذهبی و همچنین گزارش‌هایی از مردم و مکان‌هایی که با آنها برخورد کرده است، ارائه می‌کند.
زیارت ژوان‌زانگ در پایتخت امپراتوری چانگ‌آن (اکنون شی‌آن در شنشی چین) آغاز شد و زمینی جاده ابریشم را از طریق گانسو غربی چین کنونی گانسوغرب دنبال کرد. او از طریق آسیای مرکزی در اطراف هیمالیا به هند سفر کرد و در آنجا به جنوب تا کانچیپورام رسید. سپس به چین بازگشت و علیرغم غیرقانونی بودن خروج، سفر و بورس تحصیلی او توسط تای‌زونگ (دودمان تانگ) جشن گرفته شد.
ممکن است که آنها از اسناد و کتاب‌های موجود در پایتخت نیز استفاده می‌کردند. یکی از اولین زندگی‌نامه‌های موجود از هیون تسیانگ - که توسط دائوکسوان بین سال‌های ۶۴۶ و ۶۴۹ در حالی که ژوان‌زانگ هنوز زنده بود نوشته شده است - به صراحت بیان می‌کند که هیون تسیانگ «همچنین گزارشی از مناطق غربی در دوازده قطعه ارائه کرد.» راهب بودایی بیانجی شخصاً حقایق تاریخی دربارهٔ سفرهای ژوان‌زانگ را دریافت کرد و آنها را به ترتیب زمانی گردآوری کرد. ممکن است در این فرایند از منابع قدیمی‌تری استفاده شده باشد.

## پس زمینه
در حالی که روابط تجاری بین هند و چین حداقل از قرن اول میلادی ادامه داشت و از زمان سه پادشاهی از طریق گسترش بودیسم به چین تقویت شده بود، تا زمان گسترش خاقانات گوک‌ترک
شروع به تهدید مرزهای هند و چین کرد که سفارتخانه‌هایی بین دو منطقه برای اتحاد نظامی فرستاده شد. هیون تسیانگ به عنوان یکی از اولین دیپلمات‌هایی شناخته می‌شود که چنین رابطه ای را بین دودمان تانگ و پادشاهی کناوج برقرار کرد. انگیزه سفرهای ژوانزانگ علاقه عمیق او به فرهنگ بودایی بود. در حالی که از طرف دربار تانگ مجوز قانونی برای خروج از چین نداشت، موفق شد به هند سفر کند و دیدارهای خود را با پادشاهان هند قرون وسطی ثبت کند. نکته قابل توجه امپراتور هارشا است که ژوانزانگ موفق شد او را متقاعد کند که یک فرستاده به تای‌زونگ (دودمان تانگ) بفرستد. اینها روابط چین و هند به ژوان‌زانگ اجازه دادند تا بدون مواجهه با عواقب قانونی به چین بازگردد، در عوض به او مخاطبی با تایزونگ دادند، که در نهایت ژوان‌زانگ را مأمور کرد تا رکوردی از سفرهایش بنویسد تا در سوابق رسمی تانگ ثبت شود.

## نمای کلی
این کتاب شامل بیش از ۱۲۰۰۰۰ نویسه‌های چینی است و در دوازده جلد تقسیم‌بندی شده است که به شرح جغرافیا، حمل‌ونقل زمینی و دریایی، آب و هوا، محصولات محلی، مردم، زبان، تاریخ، سیاست، زندگی اقتصادی، مذهب، فرهنگ و آداب و رسوم در ۱۱۰ کشور، پپرمناطق و ایالت‌های شهری از سینکیانگش] تاجیکستان، ازبکستان، نپال، شمال هند و سری‌لانکا، در میان مناطق دیگر.

## میراث
این متن برای مورخان و باستان شناسان مدرن ارزش زیادی دارد. «سوابق» یک سند مهم از آسیای مرکزی در اوایل قرن هفتم است، زیرا اطلاعات آیین بودایی در افغانستان در آن زمان و اولین شواهد متنی برای تندیس‌های بودا در بامیان را ارائه می‌دهد. همچنین سفرهای او را تا حدی مسئول گسترش فناوری قندسازی در تاریخ چین و هند قرون وسطی دانسته‌اند. این مهم است زیرا شکر نقش مهمی در آموزه بودایی دارد. این متن همچنین در مطالعه تاریخ هند از اهمیت یکسانی برخوردار است و باستان شناسان از آن برای پر کردن شکاف‌های خاصی در تاریخ هند استفاده کرده‌اند. این کتاب به دلیل داشتن «توضیحات دقیق فواصل و مکان‌های مکان‌های مختلف»، شناخته شده است و به عنوان راهنمای کاوش در بسیاری از مکان‌های مهم مانند راجگیر، معبد در سارناث، غارهای آجانتا، ویرانه‌های نااتلاندا  و خرابه‌های  Vasu Bihar در شهر باستانی Pundra. متن الهام گرفته از «سیر باختر»، یک رمان‌های بزرگ کلاسیک چین منتشر شده در دودمان مینگ است.